# مارفن باس
مارفن باس (بالإنجليزية: Marvin Bass)‏ هو مدير فني أمريكي، ولد في 28 أغسطس 1919، وتوفي في 3 ديسمبر 2010.

## وصلات خارجية
- مارفن باس على موقع قاعة فرجينيا للمشاهير الرياضية (الإنجليزية)